# Jondalstunneln
Jondalstunneln är en 10 050 meter lång vägtunnel som är den näst efter Folgefonntunnelen längsta tunneln i Vestland fylke  i västra Norge. Den utgör en del av fylkesväg 49 och går genom berget under Folgefonna där den förbinder Mauranger i Kvinnherads kommun och Torsnes i Ullensvangs kommun. Projektet Jondalstunneln omfattar också Torsnestunnelen på 580 meter och huvudvägen till Jondal på 1485 meter.  
24 juni 2009 skrev Statens vegvesen ett kontrakt med entreprenören Kruse Smith AS om byggandet av tunneln. Arbetet med tunneln startade i oktober 2009. Kostnaden beräknas till 886 miljoner norska kronor. 
Tunneln sammankopplar kommunerna på och runt Folgefonnhalvøya. Tillsammans med Folgefonntunneln och färjor utgör tunneln en grund för en vägförbindelse mellan Oslo och Bergen via Europaväg 134. Vägen är 40 kilometer kortare än andra alternativa vintersäkra vägar som Europaväg 16.
Tunneln stod färdig den 7 september 2012.